# Bernhard Windscheid
Bernhard Joseph Hubert Windscheid, född 26 juni 1817 i Düsseldorf, död 26 oktober 1892 i Leipzig, var en tysk jurist.
Windscheid blev 1840 privatdocent och 1847 extra ordinarie professor i juridik vid Bonns universitet, där han föreläste över romersk och fransk rätt. Han kallades som ordinarie professor i romersk rätt 1847 till Basel, 1852 till Greifswald, 1857 till München, 1871 till Heidelberg (där han efterträdde Adolph von Vangerow) och 1874 till Leipzig. 
Windscheid var 1874–83 ledamot av den kommitté, som utarbetade förslag till den nya tyska civillagboken (Bürgerliches Gesetzbuch). Bland hans utgivna skrifter kan nämnas Lehrbuch des Pandektenrechts (tre band, 1862–67; nionde upplagan utgiven 1906 av Theodor Kipp), som utgör en omfattande framställning av den på romersk grund vilande så kallade pandekträtten, sådan denna subsidiärt gällde i Tyskland före Bürgerliches Gesetzbuch, och som sålunda numera har endast historisk betydelse.